# Die Bürgschaft

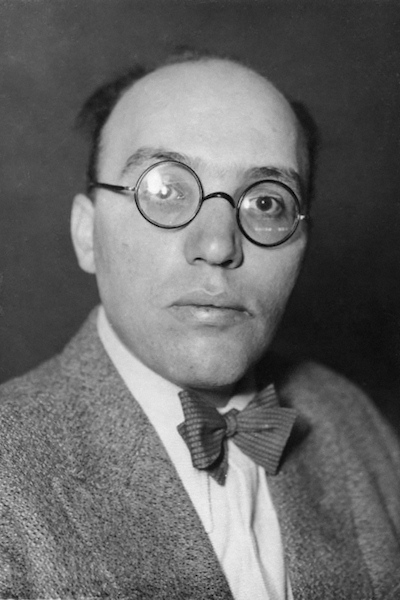
Kurt Weill år 1932.

Die Bürgschaft (Borgensförbindelsen) är en opera i prolog och tre akter med musik av Kurt Weill och libretto av Caspar Neher efter Johann Gottfried Herders parabel Der afrikanische Rechtsspruch.

## Historia
Weill arbetade på operan 1931 och den utgjorde slutet av hans kreativa period som hade börjat med Staden Mahagonnys uppgång och fall 1927. Handlingen placerar Herders 1700-talsliknelse i samtidens politiska klimat. Operan hade premiär den 10 mars 1932 på Deutsche Oper Berlin och blev hyllad av den liberala pressen medan påtryckningarna från nazistpartiet gjorde att operan endast framfördes tre gånger, samt att planerade landsortsföreställningarna fick ställas in.

## Personer
- Johann Mattes, boskapshandlare i staden Urb (baryton)
- Anna Mattes, hans hustru (mezzosopran)[a]
- David Orth, sädeshandlare i staden Urb (bas)
- Jakob Orth, Davids son (tenor)
- Luise Mattes, Johann och Annas dotter (sopran)
- Domaren (tenor)
- Stadsutroparen (tenor)
- Ellis (tenor)
- Tre fordringsägare (tenor, baryton, bas)

## Handling
Boskapshandlaren Johann Mattes räddas från tre fordringsägare av sin vän David Orth medelst en borgensförbindelse.
Akt I
Sex år senare köper Mattes en säck säd av Orth utan att veta att den generöse vännen har gömt guld däri. När Mattes upptäcker antar Mattes att det är ett misstag och säger inget. Men han tvingas erkänna sitt misstag då bedragare pressar honom på pengar.
Akt II
Dispyten över vem som äger guldet hamnar i domstol och domaren beslutar att de båda männens barn ska gifta sig och erhålla guldet som bröllopsgåva. Men ett sändebud från en närliggande stad lägger sig i saken och arresterar männen och konfiskerar guldet.
Akt III
Efter ytterligare sex år har staden Urb industrialiserats av den närliggande staden och lider av hungersnöd, pest, krig och inflation. Men Mattes har blivit rik. En arg folkhop följer efter honom till Orths hus där han söker en fristad. Orth överlämnar vännen till hopen som slår ihjäl honom. Endast makt och pengar räknas i den nya staten.